# カナン諸語
カナン諸語（カナンしょご、Canaanite languages）は、古代カナン地方にて話されたセム語派の下位群のひとつで、代表的な言語にフェニキア語やヘブライ語がある。アラム語やウガリット語などともに北西セム諸語を構成する（ウガリット語をカナン諸語に含めることもある）。
現代ヘブライ語以外のカナン諸語は消滅言語であるが、フェニキア語は北アフリカで5世紀まで生きのこった。18世紀以降に碑文が解読されることによって再び知られるようになった。しかし、ヘブライ語以外の資料は断片的である。
カナン諸語の碑文資料は1960年代に出版された『カナン諸語およびアラム語碑文』（Kanaanäische und Aramäische Inschriften, KAI。2002年第5版）に集成され、しばしばこの書物の番号によって参照される。しかしその後に発見された碑文は含まれていない。

## 特徴
よく知られたカナン語の音声上の特徴に、長母音 *aː が oː に推移していることがあげられる。フェニキア語ではさらに uː になっている。たとえば「永遠、世界」を意味する *ʕaːlam は、ヘブライ語で ʕoːlaːm、フェニキア語では ʕuːloːm になる。また「平安」はアラビア語では salaːm だが、対応するヘブライ語は ʃaːloːmである。ただし、この特徴はカナン語が分岐した後に起きた変化とする説もある。
形態の上では以下のような特徴が指摘されている。
- 動詞の派生語幹のうち、C（使役形、ヘブライ語のヒフイル）、D（語根第二子音の重複形、ヘブライ語のピエル）の最初の子音の後の母音が a ではなく i になる。
- 動詞の一人称単数語尾が -tu でなく -ti になる。
- 一人称複数代名詞の接語形が -nu で終わる。これは独立した代名詞（ʔanu / ʔanaḥnu）および動詞活用語尾（-nu）から類推されたものである。

## 下位分類

### フェニキア語
フェニキア語は、おおむね現在のレバノンおよびイスラエル北部で話され、その中心地はビブロスだった。フェニキア人は地中海沿岸に植民地を作り、そのひとつ、今のチュニジアにあるカルタゴで発達した方言はポエニ語と呼ばれ、数千の碑文が残っている。
29の子音を持つセム祖語にくらべてフェニキア語では子音が融合して数が減り、このためにフェニキア文字には22しか子音字が存在しない。
フェニキア文字は純粋なアブジャドであり、子音のみが記されたが、後のポエニ語では準母音あるいは母音表記が発達した。ほかにギリシア文字やラテン文字で書かれた資料が少数あり、プラウトゥスの戯曲「カルタゴ人」の中ではポエニ語の会話がラテン文字で記されている。ローマによってカルタゴが滅ぼされた後も数世紀にわたってポエニ語は使われ続けた。この時代のポエニ語は新ポエニ語（または後期ポエニ語）と呼ばれる。

### ヘブライ語
ヘブライ語は聖書の言葉であり、カナン諸語のうち唯一忘れ去られなかった。
ヘブライ語の表記にはフェニキア文字の系統の文字を使用したが、古代のヘブライ語は子音の数がフェニキア語より多かったため、「ע ʻ」「ח ḥ」「ש š」については複数の子音が同じ文字に割り当てられた。
聖書の書かれた時代のヘブライ語を聖書ヘブライ語（または古代ヘブライ語）という。聖書のうち最古の部分は紀元前1000年以前に書かれたと考えられている。また充分な碑文が出現するのは紀元前800年以降である。有名な碑文にシロアム碑文がある。紀元前1000年から紀元前6世紀のバビロン捕囚までのヘブライ語を古典ヘブライ語または標準聖書ヘブライ語と呼ぶ。捕囚期から紀元前2世紀までのヘブライ語を後期聖書ヘブライ語と呼ぶ。聖書以降にはミシュナー・ヘブライ語が続く。

### ヨルダンの碑文の言語
ヨルダン川と死海の東部の碑文の言語は、発見された土地によってモアブ語、アモン語、エドム語と呼ばれている。ほかにデイル・アッラーの碑文の言語がある。いずれも資料が少ない。
モアブ語
モアブ人は今のヨルダン西部に住んでいた。モアブ語の主な資料はジーバーン近郊で1868年に発見されたメシャ碑文で、これは紀元前9世紀のモアブのメシャ王（正しくはモシャ）の碑文である。
アモン語
アモン人はモアブの北に住み、今のヨルダンの首都アンマンがその中心都市だった。アモン語の資料は紀元前9世紀ごろのアンマン城塞の碑文など3つの碑文が主要なものであり、ほかに零細な印章やオストラコンがある。アモン語をヘブライ語とともに南カナン語に含める考えもある。
エドム語
エドム人の地はモアブの南、今のヨルダン南西部にあたる。エドム語の資料は零細で、南ヘブライ語とほとんど変わらない。
デイル・アッラーの碑文の言語
バラム碑文として知られ、民数記に登場するベオルの子バラムの言葉を記す。紀元前800年ごろの碑文だが、細かい破片に砕けているため、不明な点が多い。言語はアラム語かカナン語か、いずれとも別か、議論が分かれる。

### その他
ウガリット語をカナン諸語に含める考えもあり、等語線の上からカナン語を南北に分けてウガリット語をフェニキア語とともに北カナン語に入れる案もある。しかし、ウガリット語は母音が記されていないためにはっきりしない点が多い。音声の上からはカナン諸語ではなく、北西セム語の独立した分枝とする考えも有力である。
ペリシテ人の町であるエクロン（イスラエル中部）から1996年にフェニキア語またはフェニキア語に近い言語で書かれた紀元前7世紀の碑文が出土しており、この言語は「ペリシテ語」と呼ばれることがある（非セム語と見られるペリシテ語とは別の言語）。
アムル人（アモリ人）はバビロン第1王朝の統治者であった。アムル語で書かれた資料は存在しないが、この時代に書かれたアッカド語の粘土板に出現する固有名詞から復元されたところによると、語頭の w が y に変化し、長い ā が ō に変化するなど、カナン諸語と共通した音韻変化が起きている。
アッカド語で書かれた紀元前14世紀のアマルナ文書の中に初期カナン語の基層が見られる文書が400ほど存在する。
紀元前17-12世紀ごろの原カナン文字と呼ばれる文字で書かれた碑文はほとんど解読されておらず、仮にセム語派の言語が書かれているとしても、セム語派のうちのどこに所属するかは不明である。